# Псевдозбалансованість

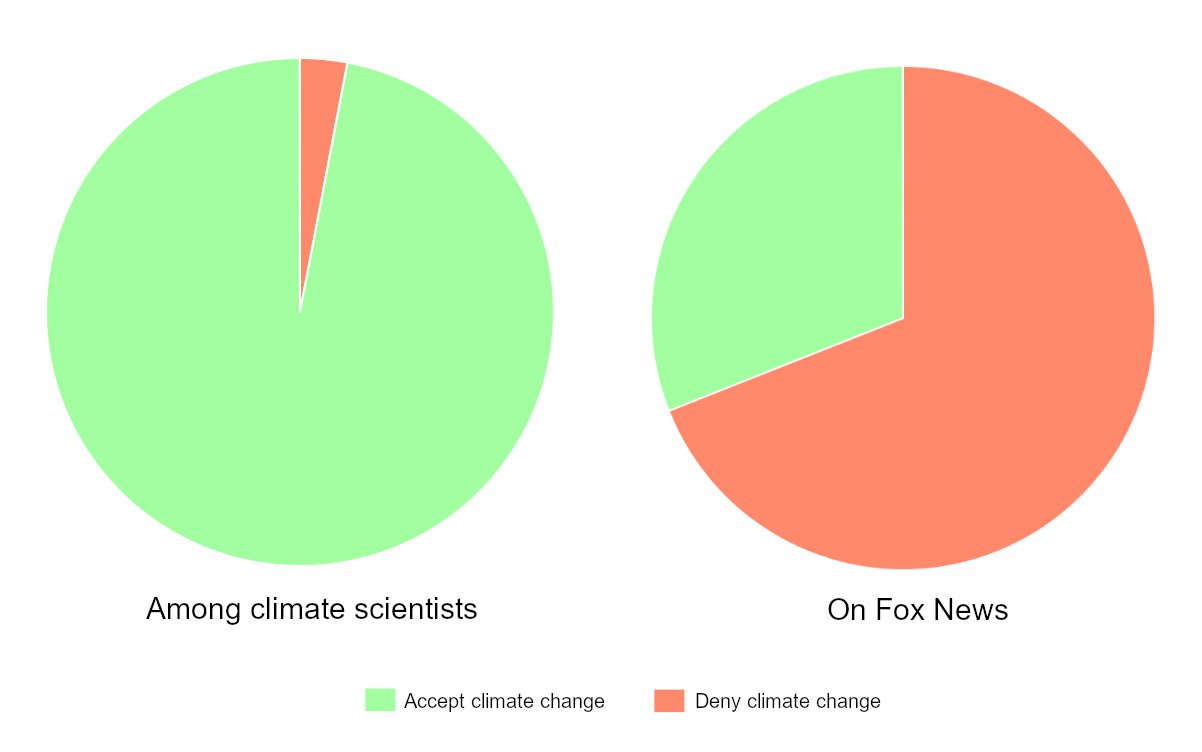
У 2013 році 97 % опитаних учених-кліматологів вважали, що глобальне потепління відбувається, і лише 3 % — заперечували його. Разом з тим, серед гостей Fox News заперечувачів було 69 %.

Псевдозбалансованість (англ. false balance · balance fallacy) — реальне або сприймане медіа-упередження, коли журналісти презентують питання більш збалансовано між протилежними точками зору, ніж для цього існують підстави. Журналісти можуть представляти аргументи кожної зі сторін у дебатах без огляду на вагомість цих аргументів, або, навпаки, цензурувати інформацію, що виявляє необґрунтованість позиції однієї зі сторін.

## Приклади

### Зміна клімату
Прикладом хибної рівноваги є дискусія щодо глобального потепління. Хоча наукове співтовариство майже одностайно приписує глобальне потепління наслідкам промислової революції, існує дуже мала кількість експертів, які заперечують цей висновок. Надання рівного голосу вченим з обох сторін створює уяву ніби в науковій спільноті є серйозні розбіжності, хоча насправді існує науковий консенсус щодо існування антропогенного глобального потепління.